# Yakuza Kiwami 2
Yakuza Kiwami 2 (龍が如く 極 2, Ryū ga Gotoku: Kiwami 2, lit. "Como um Dragão: Extremo 2") é um jogo eletrônico de ação e aventura desenvolvido pelo Ryu Ga Gotoku Studio e publicado pela Sega. Ele é um remake do jogo de 2006 Yakuza 2 para PlayStation 2 e uma sequência de Yakuza Kiwami, que havia recriado o primeiro jogo da série Yakuza. Ele foi desenvolvido com o motor de jogo Dragon Engine, introduzido em Yakuza 6: The Song of Life. O jogo foi lançado para PlayStation 4 em 7 de dezembro de 2017 no Japão e em 28 de agosto de 2018 mundialmente. Uma versão para Windows foi lançada pela Steam em 9 de maio de 2019, e uma para Xbox One em 30 de julho de 2020.
Kiwami 2 foi seguido pelos jogos spin-off Fist of the North Star: Lost Paradise e Judgment em 2018, e pelo título da série principal Yakuza: Like a Dragon em 2020.

## Jogabilidade
Yakuza Kiwami 2 é um remake de Yakuza 2, sendo um jogo de ação e aventura ambientado em um mundo aberto e jogado em uma perspectiva de terceira pessoa. Assim como no remake anterior, Yakuza Kiwami, Kiwami 2 segue a mesma estrutura narrativa de Yakuza 2 adicionando novos elementos de jogabilidade e melhorias de títulos mais recentes, bem como uma expansão da história para resolver tramas confusas do jogo original e ligá-lo a outros títulos da franquia. O jogador controla o protagonista da série, Kazuma Kiryu, enquanto explora os distritos fictícios de Kamurocho, em Tóquio, e Sotenbori, em Osaka, baseados nas localizações reais de Kabukichō e Dōtonbori, respectivamente. O combate é baseado no de Yakuza 6: The Song of Life, com a adição de uma variedade de novos ataques e movimentos especiais "Heat". Uma nova campanha, intitulada "A Saga Majima" inclui o anti-herói recorrente da série, Goro Majima, como um personagem jogável. O minijogo de cabaré introduzido em Yakuza 0 também foi incluído, bem como o Criador de Clãs de Yakuza 6, contando com as estrelas de New Japan Pro Wrestling Keiji Mutoh, Masahiro Chono, Riki Choshu, Genichiro Tenryu e Tatsumi Fujinami. O fliperama em Kamurocho inclui versões jogáveis de Virtua Fighter 2 e Virtual On: Cyber Troopers.

## Enredo
Um ano depois de deixar sua antiga vida no clã Tojo para trás, o ex-yakuza Kazuma Kiryu é chamado de volta à ação quando o quinto presidente do clã, Yukio Terada, é assassinado por uma organização rival, a Aliança Omi. Retornando a Kamurocho, Kiryu deve encontrar um novo presidente para o clã Tojo e evitar uma guerra completa entre os Tojo e os Omi, levando-o a um conflito com Ryuji Goda, o lendário "Dragão de Kansai" da Aliança Omi.
Uma nova campanha, intitulada "A Saga Majima" e exclusiva a Kiwami 2, explica como Goro Majima saiu do clã Tojo depois da morte de seu patrono, Futoshi Shimano, no ano anterior e formar um empreendimento legítimo, a "Majima Construction", entre Yakuza e Yakuza 2. A campanha também inclui a volta de Makoto Makimura, um personagem importante para Majima em Yakuza 0.

## Desenvolvimento
Yakuza Kiwami 2 foi inicialmente vazado em 24 de agosto de 2017 através de uma listagem na PlayStation Store de Taiwan. O jogo foi oficialmente anunciado dois dias depois ao lado de Yakuza: Like a Dragon, Yakuza Online e Fist of the North Star: Lost Paradise. O jogo usa o motor de jogo Dragon Engine, anteriormente também usado em Yakuza 6: The Song of Life. Vários personagens mudaram de dublador no remake, incluindo Hakuryu como Ryo Takashima, Houka Kinoshita como Wataru Kurahashi, Yuichi Kimura como Tsutomo Bessho e Susumu Terajima como Jiro Kawara.
A banda de rock japonesa SiM gravou a música-tema de Kiwami 2. A primeira canção, "A", serve como tema de abertura, enquanto a segunda canção, "The Sound of Breath" é tocada durante o jogo. Ambas também estão presentes nos créditos finais.

## Recepção
Yakuza Kiwami 2 recebeu "críticas geralmente positivas" segundo o agregador de críticas Metacritic, com uma média agregada de 82/100 para Microsoft Windows, 85/100 para PlayStation 4 e 88/100 para Xbox One. Críticos elogiaram o jogo em comparação a seu antecessor, Yakuza 6: The Song of Life, apenas inferior ao aclamado Yakuza 0.
A Destructoid gostou do jogo em um geral, mas criticou a campanha "A Saga Majima", chamando-a de "desnecessária" e similar aos "conteúdos para download baratos da era 360/PS3," também afirmando que toda a sua narrativa poderia ter sido encaixada em uma cinemática na campanha principal. A GameSpot também achou "A Saga Majima" decepcionante, mas elogiou a modernização do jogo em grande parte de seus elementos, bem como sua história "fantástica" e as "atrações substanciais" do minijogo de cabaré e de criador da Majima Construction. A Game Informer percebeu Kiwami 2 como "o melhor que essa estranha e maravilhosa série tem a oferecer", elogiando tanto sua trilha sonora quanto seus gráficos, bem como seu sistema de combate "fácil de entender mas difícil de dominar." A GameRevolution deu ao jogo uma nota perfeita de 10/10, elogiando todos os seus aspectos e citando, como único defeito, a relativa falta de profundidade e satisfação do combate quando comparado com o de Yakuza 0.
O jogo foi indicado para o Prêmio Freedom Tower de Melhor Remake no New York Game Awards, bem como para "Animação, Técnica" e "Jogo, Renovação de Clássico" no National Academy of Video Game Trade Reviewers Awards.

### Vendas
Durante sua semana de lançamento, Yakuza Kiwami 2 foi o jogo mais vendido no Japão, vendendo 131.931 unidades; esse foi o menor lançamento de um jogo Yakuza, o que foi notado como esperado por ser o primeiro título exclusivamente para PlayStation 4 a não ser parte da série principal. A versão para Microsoft Windows esteve entre os lançamento mais vendidos do mês na Steam.